# Johannes von Reibnitz

Johannes Freiherr von Reibnitz

Johannes Hubertus Freiherr von Reibnitz (* 23. Oktober 1882 in Lohnau; † 25. Juni 1939 in Leipzig) war ein deutscher Politiker (NSDAP) und Agrarfunktionär.

## Herkunft
Seine Eltern waren der Herr auf Lohnau Arthur Marie Emil Wilhelm von Reibnitz (* 24. März 1854; † 2. November 1931) und dessen Ehefrau Maria Schrameck (* 28. August 1855).

## Leben und Wirken
Er entstammte dem alten schlesischen Adelsgeschlecht von Reibnitz. Nach dem Besuch der Erziehungsanstalt in Schnepfenthal und des Kadettenkorps in Dresden gehörte Reibnitz von 1901 bis 1910 dem Husaren-Regiment „Graf Goetzen“ (2. Schlesisches) Nr. 6 in Leobschütz als aktiver Offizier an. Danach schied er aus der Armee aus um sich als Landwirt in Maltschawe niederzulassen. Am Ersten Weltkrieg nahm er als Oberleutnant, Rittmeister und Eskadronchef beim Ersatz-Kavallerie-Regiment bei der Armee-Abteilung Woyrsch teil.
Stellte ab Dezember 1918 seine Wohnung in Berlin Karl Radek zur Verfügung, der mit Genehmigung deutscher Behörden aus der Haft im Gefängnis Berlin Moabit entlassen worden war. In dieser Wohnung konnte Radek – als Vertreter der russischen Sowjetrepublik" – ungestört Gäste, seine Gesprächspartner empfangen. Dazu gehörten unter anderem führende Persönlichkeiten der Weimarer Republik, Intellektuelle, Funktionäre der KPD und andere. Zu den Gästen in dieser Wohnung gehörte auch der Oberst Max Bauer, einer der führenden Köpfe der Nationalen Vereinigung und Mitinitiator des Kapp-Putsches im März 1920.
Zum 1. August 1929 trat Reibnitz in die NSDAP ein (Mitgliedsnummer 147.073), er wurde dort Berater für den Gau Schlesien und Landesbauernführer in Schlesien. Außerdem war er Siegelbewahrer des Deutschen Reichsbauernrates.
Von 1932 bis zu dessen Auflösung im Herbst 1933 war Reibnitz Mitglied des Preußischen Landtages. Anschließend saß er von November 1933 bis zu seinem Tod 1939 als Abgeordneter für den Wahlkreis im Wahlkreis 7 (Breslau) nationalsozialistischen Reichstag. Sein Mandat wurde anschließend von Otto Jaeschke weitergeführt.
Er heiratete 1910 Beate von Pritzelwitz (* 22. Dezember 1887; † 11. August 1975), von der er sich 1920 scheiden ließ, anschließend heiratete er 1920 Anne Marie Poncet.